# Bertrade de Prüm
Pour les articles homonymes, voir Bertrade.
Bertrade de Prüm ou Bertrade l'Ancienne est une noble franque de la fin de l'époque mérovingienne. Elle est la fondatrice de l'abbaye de Prüm.

## Vie
Elle est connue par plusieurs actes :
- Elle fait d'importantes donations de terres pour la fondation du monastère de Prüm (721), pour le repos de ses fils décédés, en présence de son fils survivant Caribert et de trois autres parents : Bernier, Rolande et Thierry ;
- la même année, et toujours en présence de Caribert, elle fait une donation de terres à l'abbaye d'Echternach, fondée en 697 par Irmina d'Oeren ;
- Son fils Caribert est le père de Bertrade de Laon, reine des Francs par son mariage avec Pépin le Bref. Sa fille Rolinde, née c. 705, épousa Thierry d'Autun (705 - 752), parents d'une fille née en 730, mariée avec Bernard de Herstal, comte de Saint-Quentin, né en 731, avec descendance[1],[2].

## Famille

### Faits attestés
Pour préciser sa famille, plusieurs faits sont mis en avant :
1. La donation à Echternach faite la même année que la fondation de l'abbaye de Prüm (laquelle aurait dû monopoliser toutes ses libéralités), est le signe d'une proche parenté avec Irmina d'Oeren ;
2. Pépin le Bref et Bertrade de Laon possédaient en commun deux propriétés à Rommersheim et à Rumbach, dont chacun tenait sa moitié de leur père respectif. On sait par l'acte de fondation de Prüm que Caribert tenait sa moitié de sa mère. Cela indique une parenté entre Bertrade de Prüm et les Pippinides.

### Hypothèses
À partir de ces faits, plusieurs hypothèses ont été proposées :
- Considérant que Plectrude, fille du sénéchal Hugobert et probablement d'Irmina d'Oeren, épousa Pépin de Herstal, une première généalogie s'appuyant sur les faits 1 et 3 avait été établie, faisant de Bertrade une fille d'Hugobert et d'Irmina. C'est la généalogie classique des Hugobertides qui apparaît encore dans les livres d'histoire sur l'époque carolingienne.
  - le fait 1 est expliqué car Bertrade serait la fille d'Irmina,
  - le fait 2 n'a pas d'explication,
  - le fait 3 est expliqué en considérant que les propriétés de Rommersheim et de Rumbach ont été partagées entre Bertrade et Plectrude. La part de Plectrude est passée à ses fils, puis a été usurpée par son beau-fils Charles Martel qui l'a transmis à son fils Pépin le Bref.

- En 1975, une autre filiation, reprise par Christian Settipani en 1989 dans son œuvre Les Ancêtres de Charlemagne, tenant compte des trois arguments a été proposée : Bertrade est fille de Thierry III et de Clotilde Doda, donc sœur de Clovis IV et de Clotaire IV. Cette Dode serait elle-même fille d'Ansegisel et de Begga, et petite-fille de saint Arnoul et de sainte Dode.
  - le fait 1 s'explique en considérant que c'est l'époux anonyme de Bertrade qui est apparenté aux Hugobertides,
  - le fait 2 découle du fait qu'en tant que fille de Thierry III, Bertrade est mérovingienne,
  - le fait 3 s'explique en considérant que les propriétés de Rommersheim et de Rumbach ont été partagées entre Pépin de Herstal (qui transmet ses parts à Charles Martel) et Dode (qui transmet ses parts à Bertrade).

## Sources
- Christian Settipani, Les Ancêtres de Charlemagne, Paris, 1989, 170 p. (ISBN 2-906483-28-1).
- François Doumerc : "Essai de construction d'un espace princier..." (thèse).

1. ↑  Pascal Arnoux, Histoire des rois de France.
2. ↑  Annales Regni Francorum.